# Strada statale 656 Val Pescara-Chieti
La strada statale 656 Val Pescara-Chieti (SS 656), già strada provinciale 223 ex SS 656 Val Pescara-Chieti (SP 223) è una strada statale italiana.

## Itinerario
La strada rappresenta il congiungimento più veloce tra la città di Chieti e le arterie viarie poste a nord della città, nella zona pianeggiante della Val Pescara: l'A14 Adriatica, mediante lo svincolo Pescara ovest-Chieti, il RA12 Asse attrezzato e la SS5 Via Tiburtina Valeria. Partendo dallo svincolo dell'A14 a San Giovanni Teatino, dove si raccorda con la via Tiburtina e l'Asse attrezzato, la strada costeggia inizialmente la fascia pedemontana di Chieti Scalo, e dopo il viadotto San Martino supera lo svincolo per la SS656 dir per poi continuare la salita fino alla città alta. Dopo un breve tratto a doppia corsia di marcia, la strada si innesta sulla SS649 dir a breve distanza dal centro cittadino.

## Storia
Con il decreto del ministro dei lavori pubblici n. 1944 del 27 gennaio 1988 avvenne la classificazione della strada mutuando parte del percorso dalla strada a scorrimento veloce Chieti-Val Pescara, con i seguenti capisaldi di itinerario: "Svincolo A14 Bologna-Taranto, presso il casello di Pescara Centro - innesto s.s. n. 649 dir a Chieti".
In seguito al decreto legislativo n. 112 del 1998, dal 2001 la gestione è passata dall'Anas alla regione Abruzzo che ha provveduto al trasferimento dell'infrastruttura al demanio della provincia di Chieti che a sua volta ha riclassificato la strada come strada provinciale 223 ex SS 656 Val Pescara-Chieti (SP 223). Successivamente, con il decreto del presidente del consiglio dei ministri del 20 febbraio 2018, la strada torna nel novero delle strade statali.

### Tabella percorso
| · Val Pescara-Chieti |                                         |      |      |                                                |           |
| Tipo                 | Indicazione                             | ↓km↓ | ↑km↑ | Note                                           | Provincia |
|                      | Bologna-Bari Pescara                    | 0,0  | 5,9  | Immissione su A14 Intersezione con RA12 e SS 5 | CH        |
|                      | Area di Servizio                        | 0,4  | -    | Accessibile solo in direzione nord-sud         | CH        |
|                      | Area di Servizio                        | -    | 4,0  | Accessibile solo in direzione sud-nord         | CH        |
|                      | Piceno Aprutina                         | 2,6  | 2,3  |                                                | CH        |
|                      | Roma L'Aquila Chieti scalo              | 3,5  | 2,1  | Intersezione con SS 656 dir                    | CH        |
|                      | Chieti Tricalle                         | 4,4  | 1,5  |                                                | CH        |
|                      | Chieti Francavilla al Mare-Guardiagrele | 5,9  | 0    | Immissione su SS 649 dir                       | CH        |

## Strada statale 656 dir Val Pescara-Chieti
La strada statale 656 dir Val Pescara-Chieti (SS 656 dir), già strada provinciale 224 ex SS 656 dir Val Pescara-Chieti (SP 224) è una strada statale italiana.
La strada, diramandosi dalla SS656 nella zona Tricalle, funge da collegamento tra Chieti e le vie di comunicazione poste a sud della città, l'A25, il RA12 e la SS5.
Con il decreto del Ministro dei lavori pubblici n. 1944 del 27 gennaio 1988 avvenne la classificazione della strada, incorporando il collegamento autostradale tra la A25 e la città teatina e il tratto finale della strada a scorrimento veloce Chieti-Val Pescara, con i seguenti capisaldi di itinerario: "Svincolo A25 Torano-Pescara presso Villareia - svincolo con la s.s. n. 5 - svincolo con la s.s. n. 656 presso Chieti".
In seguito al decreto legislativo n. 112 del 1998, dal 2001 la gestione è passata dall'Anas alla regione Abruzzo che ha provveduto al trasferimento dell'infrastruttura al demanio della provincia di Chieti che l'ha poi riclassificata come strada provinciale 224 ex SS 656 dir Val Pescara-Chieti (SP 224).
Successivamente, con il decreto del Presidente del Consiglio dei Ministri del 20 febbraio 2018, la strada torna nel novero delle strade statali.

### Tabella percorso
| · Val Pescara-Chieti |                                                   |      |      |                                                                                      |           |
| Tipo                 | Indicazione                                       | ↓km↓ | ↑km↑ | Note                                                                                 | Provincia |
|                      | Roma Pescara-Avezzano                             | 0,0  | 4,8  | Immissione su A25                                                                    | PE        |
|                      | Pescara                                           | 0,9  | -    | Intersezione con RA12 Lo svincolo non presenta rampe di uscita in direzione nord-sud | CH        |
|                      | Manoppello Chieti scalo                           | 1    | 3,6  | Intersezione con SS 5                                                                | CH        |
|                      | Chieti                                            | 3,6  | 0,3  |                                                                                      | CH        |
|                      | Chieti centro - Francavilla Ancona-Bari - Pescara | 4,8  | 0    | Immissione su SS 656                                                                 | CH        |